# 미스 그랜드 코리아
미스 그랜드 코리아대회는 태국인이 회장인 미스 그랜드 인터내셔널이라는 태국대회에 소속된 하부 미인대회이다. 미스 그랜드 코리아의 퀸으로 선발되는 참가자는 미스 그랜드 인터내셔널에 대한민국을 대표표하여 참가하게 된다. 2020년 제1회 대회가 개최되었다. 현재 미스 그랜드 인터내셔널에 대한민국대표를 선발할 권리는 김현중이 갖고있다.
2020 미스 그랜드 인터내셔널에 2020 미스 그랜드 코리아제1회의 우승자인 서울의 이현영이 한국을 대표해 참가했다.

## 역사
2016년부터 2019년 미스 그랜드 인터내셔널에 참가할 대한민국 대표는 원엘투에이치컴퍼니의 주관으로 개최되는 미스 그랜드 코리아 대회에서 선발되었었다. 하지만 원엘투에이치컴퍼니가 미스 그랜드 인터내셔널과 대회 출전권 계약을 종료하면서 이 회사의 주관으로 개최되던 미스 그랜드 코리아는 2021년 3월 1일에 미스 글로라이즈 코리아로 대회명을 변경하였다.
2020년 미스 그랜드 인터내셔널 2020 대회 출전권 라이센스를 획득한 결혼정보회사 퍼플스에서 새로운 내셔널디렉터 김호성과 조직위원회를 구성했다.
2020년 미스 그랜드 인터내셔널의 라이센스를 계약한 결혼정보회사 퍼플스가 주관하는 미스그랜드인터내셔널에 참가할 한국대표를 뽑는 제 1회 미스 그랜드 코리아 대회는 2020년 8월 15일에 개최되었다.

## 역대 미스 그랜드 코리아 수상자
| 연도                                        | 미스 그랜드 코리아                          | 도/시티                                     | 나이                                        | 키                                          | 개최지                                      | 참가국                                      | 데이트                                      | Ref.                                        |
| Korea Premium Brand Association 의 관리하에 | Korea Premium Brand Association 의 관리하에 | Korea Premium Brand Association 의 관리하에 | Korea Premium Brand Association 의 관리하에 | Korea Premium Brand Association 의 관리하에 | Korea Premium Brand Association 의 관리하에 | Korea Premium Brand Association 의 관리하에 | Korea Premium Brand Association 의 관리하에 | Korea Premium Brand Association 의 관리하에 |
| ------------------------------------------- | ------------------------------------------- | ------------------------------------------- | ------------------------------------------- | ------------------------------------------- | ------------------------------------------- | ------------------------------------------- | ------------------------------------------- | ------------------------------------------- |
| 2021                                        | 이지호                                      |                                             |                                             |                                             |                                             |                                             |                                             |                                             |
| 2020                                        | 이현영                                      | 서울                                        | 23                                          | 173 cm                                      | 서울시광진구 그랜드워커힐호텔 시어터홀      | 36                                          | 15-8-2020                                   | [ 1 ] [ 2 ]                                 |
| Rosotro Productions 의 관리하에 (캐나다)    |                                             |                                             |                                             |                                             |                                             |                                             |                                             |                                             |
| 2015                                        | 이대 솔                                     | 한국계 캐나다인                             | 25                                          | 172 cm                                      | 임명하다                                    | 임명하다                                    | 임명하다                                    | [ 3 ]                                       |
| 2014                                        | 성혜원                                      | 한국계 캐나다인                             | 26                                          | 173 cm                                      | 임명하다                                    | 임명하다                                    | 임명하다                                    | [ 4 ]                                       |
| 2013                                        | 김유리                                      | 한국계 캐나다인                             | 21                                          |                                             | 임명하다                                    | 임명하다                                    | 임명하다                                    |                                             |

## 국제 경연
색상 코드
- : 우승자
- : 준우승 (탑5)
- : 준결승  (탑10/13/15/16)
- : 준준결승 (탑20/21/25/30)

| I.B.P. Korea, Inc. 의 관리하에( 대한민국)        |         |                 |                                         |           |                     |
| 2025                                             | 김규리  |                 | 미스 그랜드 코리아 2025                 | TBA       |                     |
| 2024                                             | 장유현  |                 | 임명하다                                | —         | - Top 22 – 전통의상 |
| 2023                                             | 박지영  |                 | 미스 그랜드 코리아 2023                 | —         |                     |
| 2022                                             | 이주연  |                 | 미스 로얄코리아 미 2020                 | —         |                     |
| 2021                                             | 이지호  |                 | 미스 그랜드 코리아 2021                 | —         |                     |
| 2020                                             | 이현영  | 서울특별시      | 미스 그랜드 코리아 2020                 | —         |                     |
| 1L2H Co., Ltd. 의 관리하에( 대한민국)            |         |                 |                                         |           |                     |
| 2019                                             | 박세림  |                 | 미스 글로라이즈 코리아 2019             | 기사첨부] | 기사첨부]           |
| 2018                                             | 최민    |                 | 미스 글로라이즈 코리아 2018             | —         |                     |
| 2017                                             | 박하영  | 경기도          | 미스 글로라이즈 코리아 2017             | —         | - Top 25 – 전통의상 |
| 2016                                             | 조예슬  | 경기도          | 임명하다                                | Top 10    | - 미스 인기 투표    |
| ROSOTRO Production Company 의 관리하에 ( 캐나다) |         |                 |                                         |           |                     |
| Rosotro Productions 의 관리하에 (캐나다)         |         |                 |                                         |           |                     |
| 2015                                             | 이대 솔 | 한국계 캐나다인 | Miss Earth Canada 2015 경연 대회 참가자 | —         |                     |
| 2014                                             | 성혜원  | 한국계 캐나다인 | Miss Earth Canada 2014 경연 대회 참가자 | —         | - Top 19 – 전통의상 |
| 2013                                             | 김유리  | 한국계 캐나다인 | Miss Earth Canada 2013 경연 대회 참가자 | —         |                     |

## 같이 보기
- 미스 유니버스
- 미스 월드 코리아
- 미스코리아